# Megachile gemula
Megachile gemula är en biart som beskrevs av Cresson 1878. Megachile gemula ingår i släktet tapetserarbin, och familjen buksamlarbin. Inga underarter finns listade i Catalogue of Life.